# Who's Your Brother?
Who's Your Brother? er en amerikansk stumfilm fra 1919 af John G. Adolfi.

## Medvirkende
- Edith Taliaferro som Esther Field
- Frank Burbeck som Stephen Field
- Paul Panzer
- Coit Albertson som William Morris
- Herbert Fortier som Robert E. Graham